# Ghostbusters II
Ghostbusters II —en España Cazafantasmas 2 y en Hispanoamérica Cazafantasmas 2 o Ghostbusters: Segunda parte— es una película estadounidense de 1989 y la secuela de la película Los cazafantasmas (1984), ambas dirigidas por Ivan Reitman. Esta comedia de género sobrenatural continuó explicando las aventuras de un grupo de científicos versados en parapsicología y de su organización privada para combatir actividades paranormales en la ciudad de Nueva York. 
Esta película ingresó en taquilla durante el mismo fin de semana de su estreno 29 472 894 dólares, récord histórico que tan solo duró una semana tras el estreno de Batman, dirigida por Tim Burton.

## Argumento
Cinco años después de los eventos ocurridos en la primera parte, los Cazafantasmas han pasado al olvido debido a que los fantasmas son inexistentes en la ciudad y ya nadie necesita sus servicios. Ray Stantz y Winston Zeddemore animan fiestas infantiles, mientras que Ray maneja una tienda sobre temas sobrenaturales, Egon Spengler trabaja en un instituto como investigador y Peter Venkman tiene un programa de TV llamado "El Mundo Psíquico".  
Dana Barret (quien terminó su relación con Peter y trabaja en el museo de arte de Manhattan como restauradora) es madre divorciada de un hijo llamado Oscar, en torno del cual han sucedido varios hechos inexplicables. Después de muchas investigaciones el grupo se reintegra ante la sospecha de nuevos sucesos paranormales, que confirman cuando descubren en el subterráneo de la ciudad un río de limo psico-reactivo que encarna la maldad de la ciudad.  
Cuando los descubren son detenidos y juzgados por la destrucción accidental del tendido eléctrico de la ciudad. Como resultado, el juez ordena el cierre de su empresa y la prohibición de ejercer sus profesiones. Sin embargo en pleno juicio aparecen los fantasmas de los hermanos Scolleri (A quienes dicho juez había enviado a la silla eléctrica) que surgieron de una muestra de esa sustancia y al verlo todo los Cazafantasmas son autorizados para volver a ejercer sus funciones. Esto es recibido con alegría por la ciudad, excepto a Jack Hardemeyer, asistente del alcalde, quién considera a los Cazafantasmas como un obstáculo político.
Dana trabaja como restauradora del autorretrato de Vigo el Cárpato, un antiguo tirano y hechicero que ha tomado control del jefe de Dana, el Dr. Janosz Poha y busca un bebé para reencarnarse la noche de año nuevo. Tras descubrir que el Limo puede ser cargado positivamente e investigar más sobre Vigo, los Cazafantasmas tratan de advertir al alcalde, pero son enviados a un hospital psiquiátrico por Hardemeyer. Entretanto, Janosz, que aparece en forma de fantasma con un carro de bebé, secuestra a Óscar en presencia de su madre y de Louis y lo lleva al museo para iniciar el ritual de posesión de parte de Vigo.
Tras ser liberados los Cazafantasmas por el alcalde, Louis los recoge en el Psiquiátrico y cuenta a Los Cazafantasmas que Óscar fue secuestrado por Janosz quien apareció en forma de fantasma y que hubo un eclipse en la ciudad, a lo que Ray responde que todo encaja, ya que Vigo necesita un cuerpo humano para volver a la vida. Entretanto Hardemeyer es despedido por su acción. Los Cazafantasmas llegan al museo pero una coraza impenetrable de limo les impide ingresar. Usando el limo con carga positiva, animan a la Estatua de la Libertad, cuya aparición en las calles neoyorquinas inspiran sentimientos positivos en la gente. También reciben la ayuda de Louis Tulley (su abogado y contable), como nuevo y quinto miembro del grupo. Dentro del museo, cuando Vigo está a punto de entrar en el cuerpo de Óscar, Los Cazafantasmas entran en el museo y logran evitar que Vigo tome posesión de Oscar y luego de Ray. Usando sus cargas de protones, los Cazafantasmas destruyen al espíritu de Vigo y en lugar de su retrato aparecen todos con el pequeño Oscar al mejor estilo renacentista.
En medio de los créditos finales, se ve que la alcaldía de Nueva York rinde un merecido homenaje a los Cazafantasmas por haber salvado de nuevo a la ciudad. Peter restablece su relación sentimental con Dana y Louis inicia una con Janine Melnitz, la secretaria del grupo.

## Reparto
- Bill Murray como el Dr. Peter Venkman: El científico y jefe de los Cazafantasmas, al mantener viva la organización.
- Dan Aykroyd como el Dr. Raymond Stantz: El compañero de Venkman y segundo miembro de los Cazafantasmas.
- Sigourney Weaver como Dana Barret: El interés amoroso de Venkman quién lo dejó hace 5 años y ahora tiene un hijo llamado Oscar.
- Harold Ramis como el Dr. Egon Spengler: El compañero de Venkman y Stantz, y tercer miembro de los Cazafantasmas.
- Annie Potts como Janine Melnitz: Una secretaria despreocupada de los Cazafantasmas y el interés amoroso de Tully.
- Peter MacNicol como el Dr. Janosz Poha: Un colega de Dana que trabaja en el Museo de Arte, al ser manipulado por una pintura poseída de Vigo.
- Ernie Hudson como Winston Zeddemore: El compañero de Venkman, Stantz y Spengler, y cuarto miembro de los Cazafantasmas.
- Rick Moranis como Louis Tully: Un contable que ahora es abogado en la escuela nocturna y como el quinto miembro de los Cazafantasmas.
- Wilhelm von Homburg, Max von Sydow (voz) como Vigo el Cárpato: Un poderoso tirano del siglo XVI y mago, atrapado en una pintura en la galería. Manipula a Janosz para localizar a un niño que Vigo pueda poseer, lo que le permite volver a la vida en el Año Nuevo.
- Ivan Reitman (voz) como Moquete.
- Harris Yulin como Juez Stephen Wexler.

## Producción
Tras el éxito del primer filme y de la serie animada Los Verdaderos Cazafantasmas, Columbia presionó a Ivan Reitman, Harold Ramis y Dan Aykroyd por una secuela. Ésta comenzó a filmarse a finales de 1988.  
En un esfuerzo por acercarla al público que veía la serie, Aykroyd y Ramis bajaron significativamente el tono adulto del humor, adaptaron el aspecto de algunos de los personajes y de los fantasmas al de las caricaturas, además de darle un tratamiento especial al fantasma verde del primer filme, llamado ahora "Slimer" como en la serie animada. Esto no fue del todo placentero para Bill Murray, quién consideró que la película ahora dependía mucho de los técnicos de efectos visuales. Dentro de los cameos famosos del filme están el de Cheech Marin como un trabajador del puerto que ve la llegada del "Titanic", Brian Doyle Murray como el psiquiatra que atiende a los Cazafantasmas y el cantante Bobby Brown como el portero del ayuntamiento. 

## Fechas de estreno mundial
| País                                                                          | Fecha de estreno                  |
| ----------------------------------------------------------------------------- | --------------------------------- |
| Alemania                                                                      | Jueves 11 de enero de 1990        |
| Argentina                                                                     | Jueves 12 de octubre de 1989      |
| Australia                                                                     | Jueves 16 de noviembre de 1989    |
| Austria                                                                       | Viernes 12 de enero de 1990       |
| Bélgica                                                                       | Miércoles 13 de diciembre de 1989 |
| Belice · Costa Rica · El Salvador · Guatemala · Honduras · Nicaragua · Panamá | Viernes 29 de septiembre de 1989  |
| Bolivia                                                                       | Lunes 25 de diciembre de 1989     |
| Brasil                                                                        | Jueves 21 de diciembre de 1989    |
| Chile                                                                         | Viernes 10 de noviembre de 1989   |
| Colombia                                                                      | Jueves 21 de diciembre de 1989    |
| Corea del Sur                                                                 | Sábado 21 de julio de 1990        |
| Dinamarca                                                                     | Martes 26 de diciembre de 1989    |
| Ecuador                                                                       | Miércoles 8 de noviembre de 1989  |
| Egipto                                                                        | Lunes 12 de marzo de 1990         |
| España                                                                        | Viernes 1 de diciembre de 1989    |
| Estados Unidos · Canadá                                                       | Viernes 16 de junio de 1989       |
| Filipinas                                                                     | Miércoles 12 de julio de 1989     |
| Finlandia                                                                     | Viernes 15 de diciembre de 1989   |
| Francia                                                                       | Miércoles 13 de diciembre de 1989 |

| País                 | Fecha de estreno                   |
| -------------------- | ---------------------------------- |
| Grecia               | Viernes 22 de diciembre de 1989    |
| Hong Kong            | Jueves 14 de diciembre de 1989     |
| Hungría              | Jueves 18 de enero de 1990         |
| India                | Viernes 4 de mayo de 1990          |
| Israel               | Viernes 7 de julio de 1989         |
| Italia               | Jueves 7 de diciembre de 1989      |
| Jamaica              | Miércoles 16 de agosto de 1989     |
| Japón                | Sábado 25 de noviembre de 1989     |
| Líbano               | Viernes 11 de agosto de 1989       |
| Malasia              | Jueves 17 de agosto de 1989        |
| México               | Viernes 15 de septiembre de 1989   |
| Noruega              | Martes 26 de diciembre de 1989     |
| Nueva Zelanda        | Viernes 1 de diciembre de 1989     |
| Países Bajos         | Jueves 14 de diciembre de 1989     |
| Perú                 | Lunes 25 de diciembre de 1989      |
| Portugal             | Viernes 15 de diciembre de 1989    |
| Reino Unido Irlanda  | Viernes 1 de diciembre de 1989     |
| República Dominicana | Jueves 10 de agosto de 1989        |
| Singapur             | Miércoles 13 de septiembre de 1989 |
| Sudáfrica            | Viernes 24 de noviembre de 1989    |
| Suecia               | Viernes 23 de febrero de 1990      |
| Suiza                | Viernes 12 de enero de 1990        |
| Tailandia            | Sábado 9 de septiembre de 1989     |
| Taiwán               | Sábado 5 de agosto de 1989         |
| Turquía              | Viernes 12 de enero de 1990        |
| Uruguay              | Jueves 12 de octubre de 1989       |
| Venezuela            | Miércoles 25 de octubre de 1989    |

## Recepción
Tras su estreno, "Ghostbusters II" tuvo la mayor recaudación en un fin de semana de estreno en la historia con US$29,5 millones, pero una semana después el récord fue roto con el estreno de Batman (US$40,5 millones). La cinta al final de su paso por los cines, recaudó US$112,4 millones en Estados Unidos y US$102,9 millones en el mundo, para un acumulado de US$215,3 millones.
De esa manera, a pesar de realizarse con los mismos ingredientes, la película no consiguió superar el descomunal éxito de la primera entrega, aunque recaudó aun así unas muy buenas cifras económicas.

## Productos derivados

### Juegos de rol
El juego de rol Los cazafantasmas, que había sido publicado en 1986 basándose en la primera película de 1984, fue reeditado en una versión corregida y revisada en 1989 con ocasión del estreno de Cazafantasmas 2. Esta segunda edición del juego fue titulada Ghostbusters International (a diferencia de la primera, cuyo título era Ghostbusters: A Frightfully Cheerful Roleplaying Game) y es la que fue traducida al castellano en 1992 con el título Los Cazafantasmas, ¡¡¡un juego de rol horrorosamente divertido!!!